# Premier front biélorusse
Pour les articles homonymes, voir Front biélorusse.
Le premier front biélorusse (russe : 1-й Белорусский фронт) ou parfois premier front de Biélorussie, était un front de l'Armée rouge durant la Seconde Guerre mondiale.

## Origines et premières opérations
Le front biélorusse se substitue le 20 octobre 1943 au front central. Il est placé sous le commandement du général Constantin Rokossovski, auparavant commandant du front central. Il lance l'offensive Gomel-Retchitsa en 1943 et l'offensive Kalinkov-Mozyr  en 1944.

## Création et opérations de 1944
Le premier front biélorusse est créé le 17 février 1944 par réorganisation du front biélorusse après l'offensive stratégique Dniepr-Carpates. Il participe à l'opération Rogatchev-Jlobine du 21 février 1944 au 26 février 1944. Il participe ensuite à l'offensive de Bobruisk, dans le cadre de l'opération Bagration, et le 26 juin 1944 il encercle Bobruisk, prenant au piège 40 000 soldats du XXXXI. Panzerkorps composante de la 9e armée. 
Du 18 juillet 1944 au 2 août 1944, il participe à l'offensive Lublin-Brest. Du 2 août 1944 au 30 septembre 1944, il participe au nettoyage de la rive orientale de la Vistule. Dans cette période certaines de ses composantes participent à la bataille de Radzymin du 1er au 10 août, notamment les 8e armée de la Garde, 28e, 47e, 65e, 69e (en), et 70e (en) armées. Le 14 septembre 1944, avec le soutien des forces polonaises, il capture Praga, banlieue de Varsovie.

## Opérations de 1945
Il participe ensuite à l'opération Poznań-Varsovie, dans le cadre de l'offensive Vistule-Oder. Le 13 janvier 1945, il attaque en direction Pillkallen (autrefois Schlossberg) en province de Prusse-Orientale. Il rencontre une forte résistance de la part de la 3e Panzerarmee. L'attaque débute à partir des têtes de pont de Magnuszew et Puławy à 8 h 30 le 14 janvier 1945, avec une importante préparation d'artillerie. La 33e et la 69e armée (en) percent à partir de la tête de pont de Puławy sur une profondeur de 30 km, tandis que la 5e armée de choc et la 8e armée de la Garde percent depuis Magnuszew. Les 1re et 2e armée de chars de la Garde sont engagées ensuite en exploitation de la percée. Le 25 janvier 1945, le front isole la ville fortifiée de Poznań dans laquelle se trouvent 66 000 Allemands, et poursuit son avance à un rythme de 80 km/jour, laissant à 8e armée de la Garde mettre le siège devant la ville, qui sera prise le 23 février 1945.

## Prise de Berlin
Avec le premier front ukrainien, le premier front biélorusse prend d'assaut Berlin.
Joukov prend le commandement du front en novembre 1944, pour les deux dernières grandes offensives de la guerre. Après la capture en février mars 1945 de la Pologne et de la Prusse orientale, les Soviétiques redéploient leurs forces durant les deux premières semaines d'avril. Joukov permute le premier front biélorusse, qui vient en face des Hauts de Seelow et le deuxième front biélorusse qui prend sa place au nord. Pendant ce redéploiement des restes de la 2e armée allemande en profitent pour s'échapper de la poche de Dantzig.
L'offensive pour Berlin, et au-delà la jonction avec les Alliés occidentaux sur l'Elbe, débute aux premières heures du 16 avril 1945. Elle commence avec l'assaut sur les Hauts de Seelow par le premier front biélorusse appuyé au sud par le premier front ukrainien commandé par Koniev. Le premier front biélorusse rencontre de grandes difficultés pour percer les défenses allemandes, et il lui faut trois jours pour y arriver et s'approcher des abords de Berlin. Le 22 avril 1945, il pénètre dans les faubourgs nord et est de Berlin. L'encerclement de Berlin est achevé le 25 avril 1945 par la jonction d'unités du premier front biélorusse et du premier front ukrainien à Kietzen à l'ouest de Berlin.
Après de rudes combats de rue, le général Helmuth Weidling, commandant de la garnison de Berlin se rend inconditionnellement au général Tchouïkov à 15 h, le 2 mai.

## Après Guerre
Après guerre le quartier général du front forme le Groupe des forces soviétiques en Allemagne.

## Commandants
Le front eut notamment comme Commissaires : 
- Lieutenant-général Konstantin F. Teleguine (en) d'octobre 1943 à mai 1944 et de novembre 1944 à juin 1945.
- Colonel-général Nikolaï A. Boulganine de mai 1944 à novembre 1944.

### Chronologie en 1945
- 24 janvier 1945 : les 1er et 2e front biélorusses attaquent en Poméranie et isolent la 2° armée allemande.
- 31 janvier 1945 : l'Oder est atteint au nord de Küstrin avec une tête de pont sur la rive ouest à moins de 60 km de Berlin.
- 1er février 1945 : la ville fortifiée de Küstrin est encerclée.
- 2 février 1945 : l'Oder est atteint au sud de Francfort-sur-l'Oder
- 6 février 1945 : extension le long de la rive est de l'Oder.
- 4 mars 1945 : percée des lignes allemandes à Stargard et avance vers Stettin. Une nouvelle tête de pont est établie sur l'Oder au sud de Francfort.
- 27 mars 1945 : combats de rue intenses à Danzig
- 28 mars 1945 : prise de Gotenhafen au nord de Danzig.
- 29 mars 1945 : prise de Küstrin après un siège de près d'un mois.
- 30 mars 1945 : prise de Danzig
- 16 avril 1945 : début de l'offensive pour Berlin le long de la ligne Oder-Neisse.
- 17 avril 1945 : la résistance tenace des troupes allemandes sur les Hauts de Seelow limite la progression du premier front à 3 km à l'ouest de l'Oder, avec des pertes importantes de soldats et de chars.
- 18 avril 1945 : poursuite de la bataille d'attrition sur les Hauts de Seelow.
- 19 avril 1945 : percée des lignes allemandes et avancée rapide vers Berlin.
- 22 avril 1945 : entrée dans les faubourgs nord et est de Berlin.
- 25 avril 1945 : encerclement de Berlin avec la jonction du premier front biélorusse et du premier front ukrainien à Kietzen.
- 30 avril 1945 : Joukov refuse un armistice aux défenseurs de Berlin et réclame une reddition inconditionnelle.
- 2 mai 1945 : General Weidling, accepte la reddition inconditionnelle. La garnison se rend à 15 h 00 heure locale.
- 8 mai 1945 : Par égards pour les soviétiques la cérémonie de signature de la capitulation allemande qui a eu lieu à Reims la veille est répétée en présence du maréchal Joukov et d'autres généraux soviétiques à Karlshorst, dans la banlieue de Berlin.
- 10 juin 1945 : le front est dissous et son quartier général est transformé en commandement du Groupe des forces soviétiques en Allemagne.

## Composition
Les armées suivantes furent rattachés au premier front biélorusse :
- 3e armée
- 33e armée
- 47e armée
- 61e armée
- 69e armée (en)
- 3e armée de choc
- 5e armée de choc
- 8e armée de la Garde
- 1e armée polonaise
- 1re armée de chars de la Garde
- 2e armée de chars de la Garde
- 16e armée aérienne (en)
- 18e armée aérienne